# ناخود (شهر)
ناخود، (Nachod) یکی از شهرهای واقع در جمهوری چک و در شهرستان هاردِک کرالُو می‌باشد.
این شهر در دره‌ای با نام مِتویه و در بخش شمالی سرزمین بلندی با نام پودورلیکا پاهورکاتینا قرار گرفته است.

## تاریخچه
این شهر در سدهٔ ۱۴ میلادی و توسط شوالیه هرون که از ناچرادیتسه آمده‌بود ساخته‌شد.

## نگارخانه

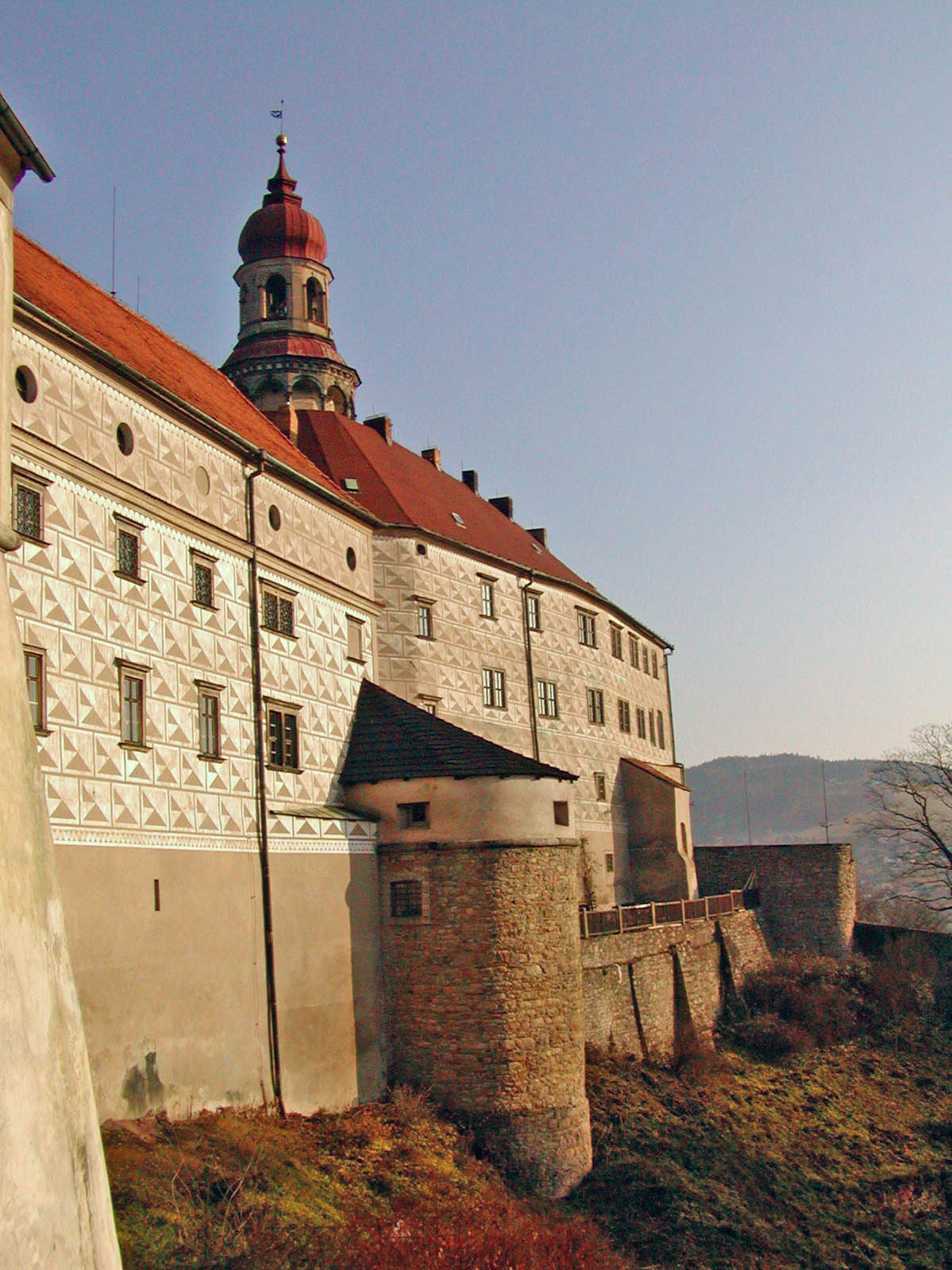
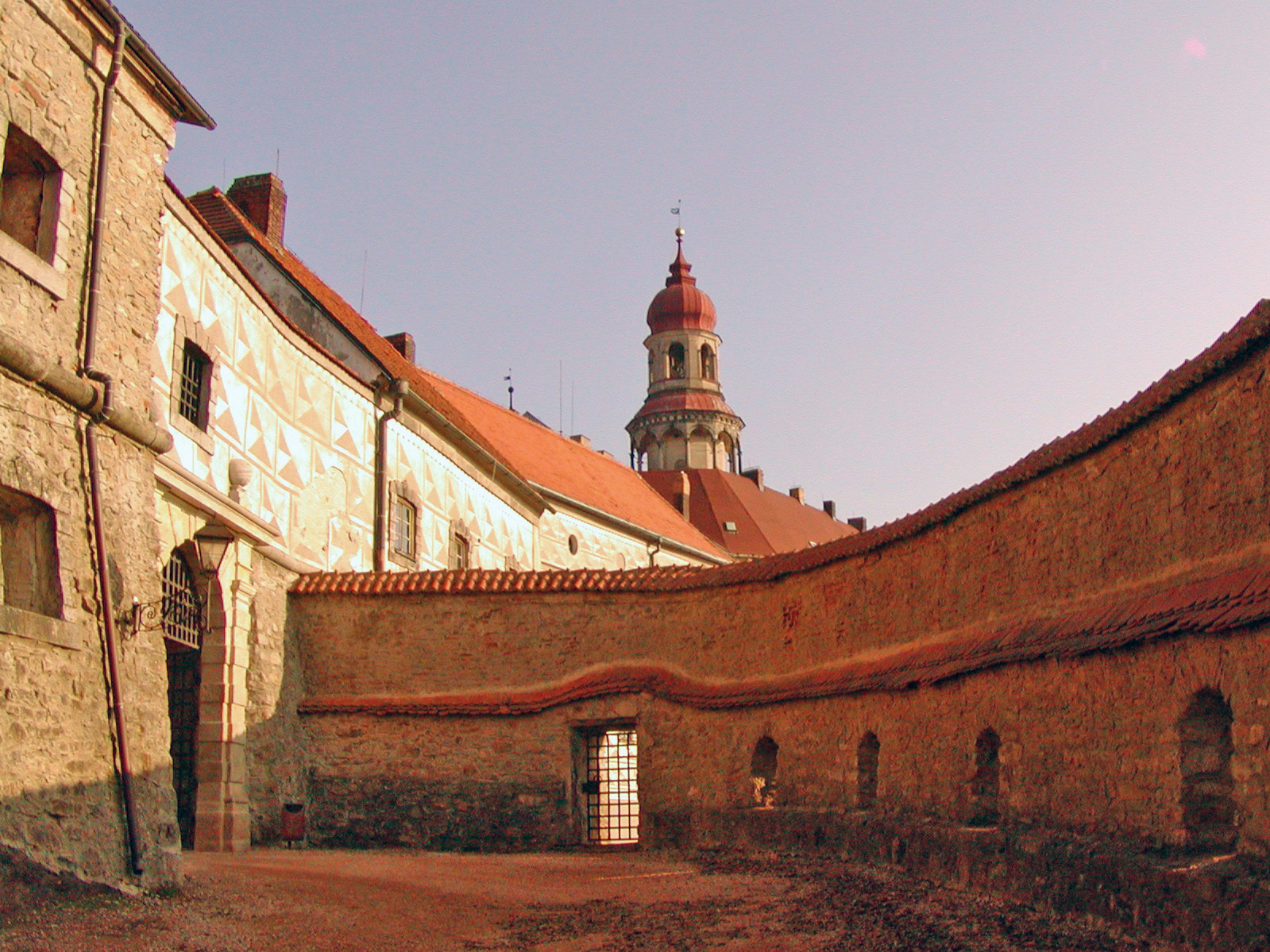
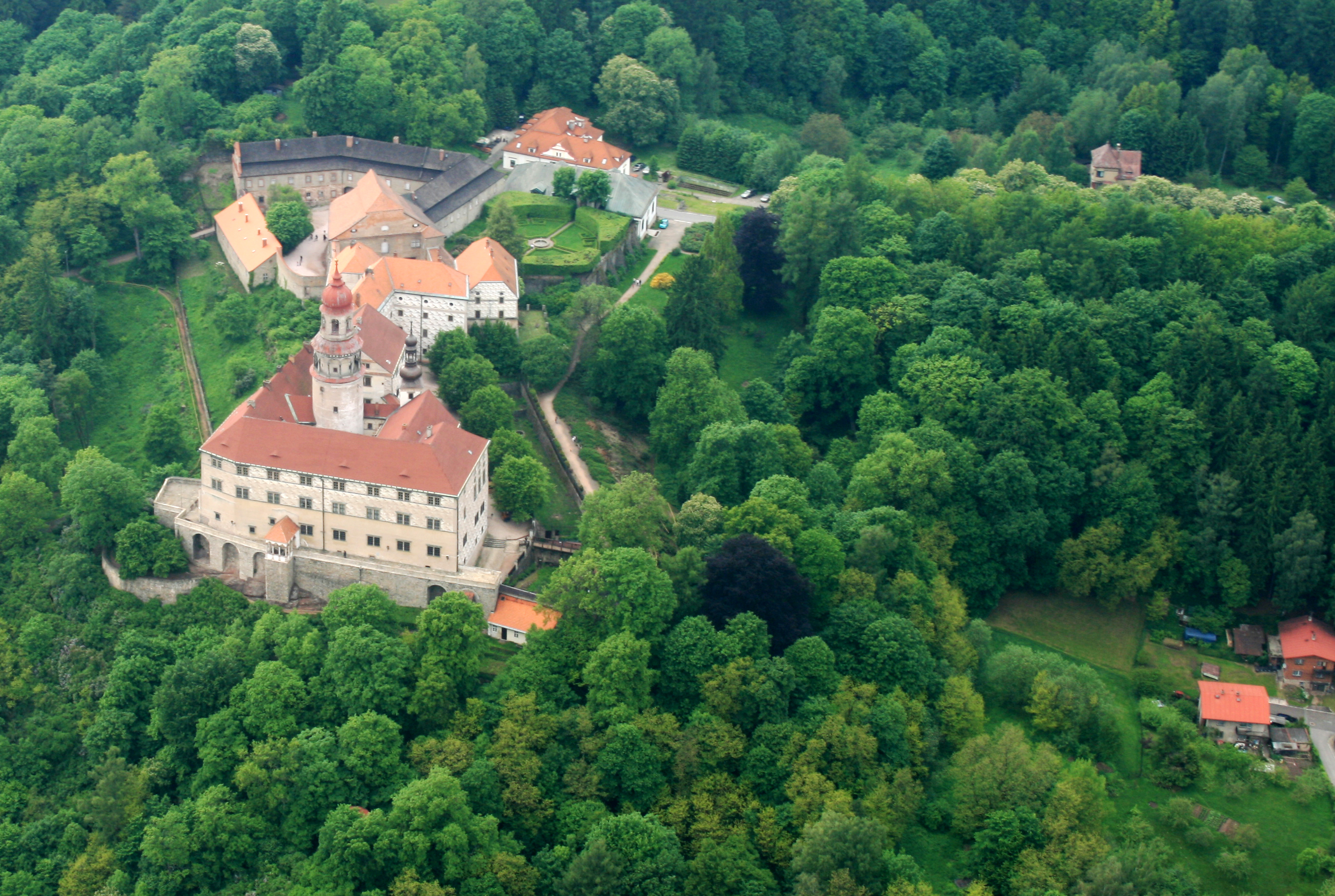
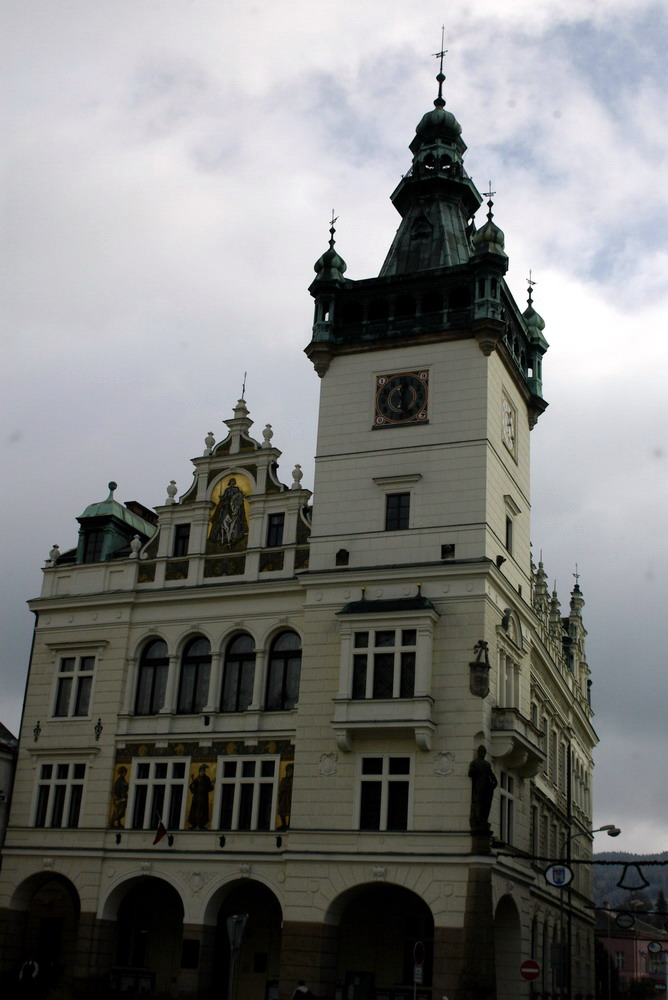
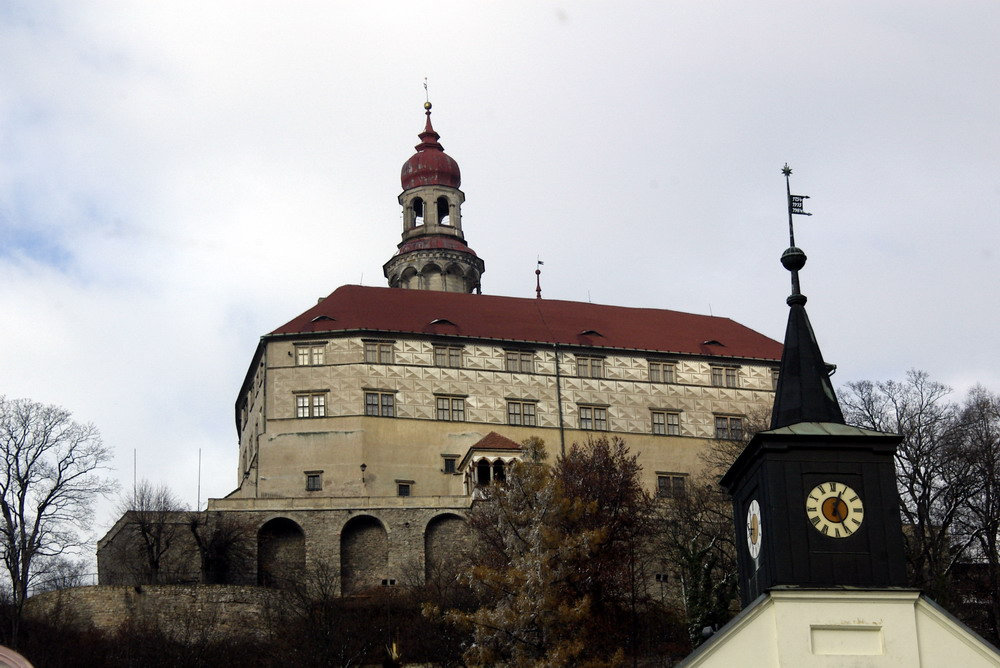
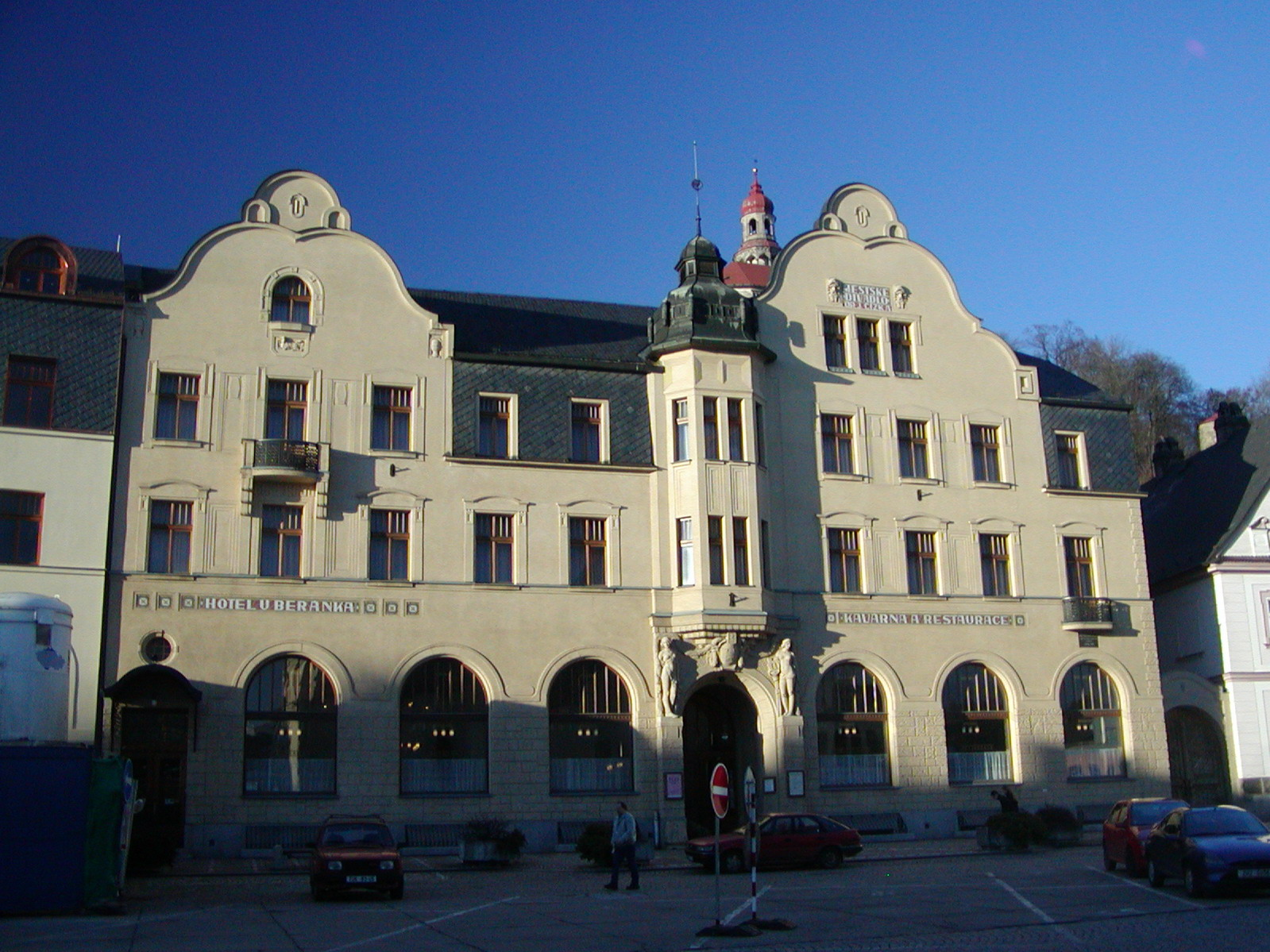
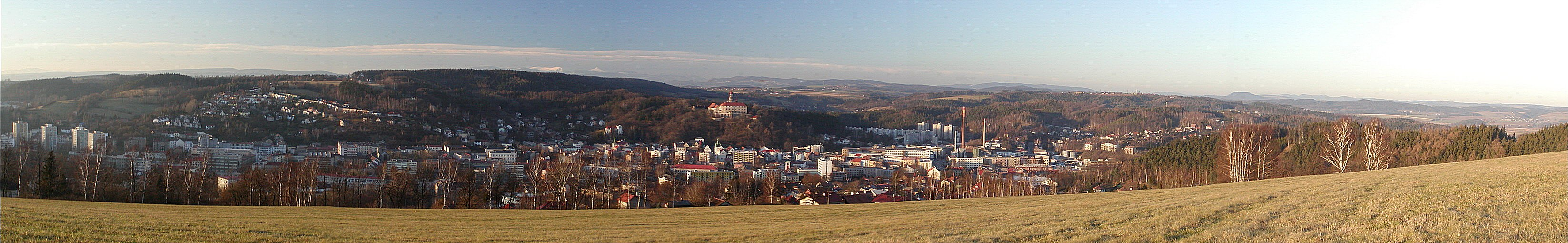
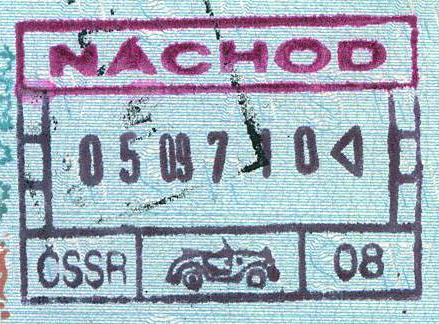